# Tetuan
Tetuan (arapski: تطوان, Tetaven; berberski: Tiṭṭawin; francuski: Tétouan, španjolski: Tetuán) je grad u sjevernom Maroku, samo nekoliko kilometara južno od Gibraltarskog tjesnaca i 60 km jugoistočno od Tangera, te pripada pokrajini Tangier-Tétouan. Nalazi se na sjevernom obronku gorja Rif, u plodnoj dolini rijeke Martil koja utječe u more u Tetuanskoj luci.
Tetuan je nazvan po berberskoj riječi za "oči" ili u prenesenom značenju "izvor vode". Stari grad (medina) je, iako je najmanji od marokanskih medina, na popisu mjesta svjetske baštine UNESCO-a od 1997. godine kao "rijedak primjer spoja andaluzijske i marokanske arhitekture koji je preživio gotovo netaknut izvanjskim utjecajima".
Tetuan je jedna od dvije glavne marokanske luke na sredozemnoj obali, uz Tanger, a opslužuje ga civilna zračna luka Sania Ramel koja se nalazi 6 km istočno od središta grada.
Iako je arapski službeni jezik, većinom se koristi marokanski arapski, a često se govore i francuski i španjolski koji se smatraju jezicima gospodarstvenika i intelektualaca. U gradu postoji i manjinsko kršćansko stanovništvo.

## Povijest
Grad su osnovali Feničani u 3. stoljeću pr. Kr. I feničanski i rimski artefakti su pronađeni na obližnjem arheološkom lokalitetu Tamuda.
Oko 1305. godine kralj iz dinastije Marinida, Abu Thabit, je dao izgraditi novi grad koji je služio kao baza za napade na Ceutu. Oko 1400. godine uništili su ga Kastiljanci jer su ga gusari koristili kao bazu za svoje napade. Do kraja 15. stoljeća obnovili su ga Maurski izbjeglice iz španjolske Andaluzije koji su pobjegli od rekonkviste (koja je završila osvajanjem Granade, 1492. god.).
Dana 4. veljače 1860. godine, osvojili su ga Španjolci pod vodstvom Leopolda O'Donnella (potomak stare irske kraljevske obitelji, O'Donnell od Tyrconnella) koji je postao nasljedni vojvoda od Tetuana, a kasnije i premijer Španjolske. On ga gotovo pretvara u europski grad prije njegove evakuacije 2. svibnja 1862. godine. Mauri su se toliko zgrozili europezacijom grada da su potpuno uništili sve tragove promjena i smanjili grad na prijašnje stanje.
Grad je 1913. godine postao glavnim gradom dijela Maroka pod španjolskim protektoratom, što je i ostao do 1956. godine. Njime je upravljao kalif (špa. jalifa; marokanski princ koji je služio kao ban za sultana, i španjolski "Alto Comisario", tj. visoki predstavnik). Mnogi ljudi u gradu još uvijek govore španjolski, a na mnogim prometnim znakovima su imena često zapisana i na španjolskom i na arapskom.
Židovi su živjeli u odvojenom dijelu grada (mellah, tj. geto) koji se noću zaključavao. Oni su bili Sefardi koji su emigrirali iz Španjolske nakon rekonkviste i španjolske inkvizicije. Ova židovska zajednica govori oblik judeo-španjolskog poznat kao Haketia. Neki od njih su se iselili kasnije u Oran (u Alžiru), u Južnu Ameriku i kasnije u Izrael, Španjolsku, Francusku i Kanadu. Vrlo malo Židova je ostalo u Tétouan danas.
O umjetničkoj tradiciji i vrijednosti baštine Tetuana svjedoči slavna škola za umjentost i obrt Dar Sanaa, ali i Nacionalni institut likovnih umjetnosti koji se nalaze u Tetuanu.

## Znamenitosti
Zbog brojnih arhitektonski značajnih zgrada, Stari grad (medina) je 1997. godine upisan na UNESCO-ov popis mjesta svjetske baštine u Africi. Medina je ograđena zidom dugim 5 km, sa sedmera gradska vrata. Ulice Tetuana su poprilično široke i prave, te povezuju gradska vrata i brojne velike i male trgove. Kuće većinom pripadaju plemićkim obiteljima koje su tijekom rekonkviste pobjegli iz Andaluzije. Njihova dvorišta imaju nasade naranči i mramorne česme, dok su im drveni svodovi raskošno ukrašeni i oslikani maurskim stilom, poput onog u Alhambri u Granadi. Tradicionalno ukrašavanje pocakljenom keramikom s inkrustacijama od srebrne žice se može pronaći na svakom katu, stupovima i ukrasnim gredama. U Medini se prozvode tradicionalni predmeti kao već navedena keramika, žute papuče s debelim đonovima, visokocijenjeni lokoti i ručnici umjetničke vrijednosti koji se nose kao prekrivači u ruralnim dijelovima zemlje.
Kraljevska palača se nalazi odmah izvan jednog od ulaza u medinu i ispred nje se nalazi gradski trg. Tetuanska luka je zaštićena prečkom preko koje mogu preći samo manji brodovi.
- Ulaz Džamije Ibn al-Harraka
- Stara ulica u Medini
- Kraljevska palača i trg
- Guvernerova palača
- Crkva Gospe od pobjede u gradskom središtu

## Gradovi prijatelji
Tetuan je zbratimljen s gradovima:
- Španjolska: Granada, Barcelona, Barbate i Tarrasa
- Argentina: Santa Fe, Argentina

## Vanjske poveznice
- Tétouan na Marokko.net  Arhivirana inačica izvorne stranice od 19. kolovoza 2008. (Wayback Machine)
- Građevine Tetuana  Arhivirana inačica izvorne stranice od 4. siječnja 2012. (Wayback Machine) (njem.)